# Aisne (Ourthe)
Die Aisne ist ein Zufluss der Ourthe in den belgischen Ardennen. Sie gehört zum Einzugsgebiet der Maas und verläuft auf ihrer gesamten Länge von 31 km auf dem Gebiet der Provinz Luxemburg.

## Verlauf
Die Aisne entspringt in der Fagne du Pouhon bei dem Dorf Odeigne (Gemeinde Manhay) westlich der Baraque de Fraiture und fließt zunächst nach Westen durch den Wald Forêt du Pays nach Érezée. Ihr Lauf wendet sich dann nach Norden und zuletzt nach Nordwesten, bis sie bei Bomal-sur-Ourthe in die Ourthe mündet.

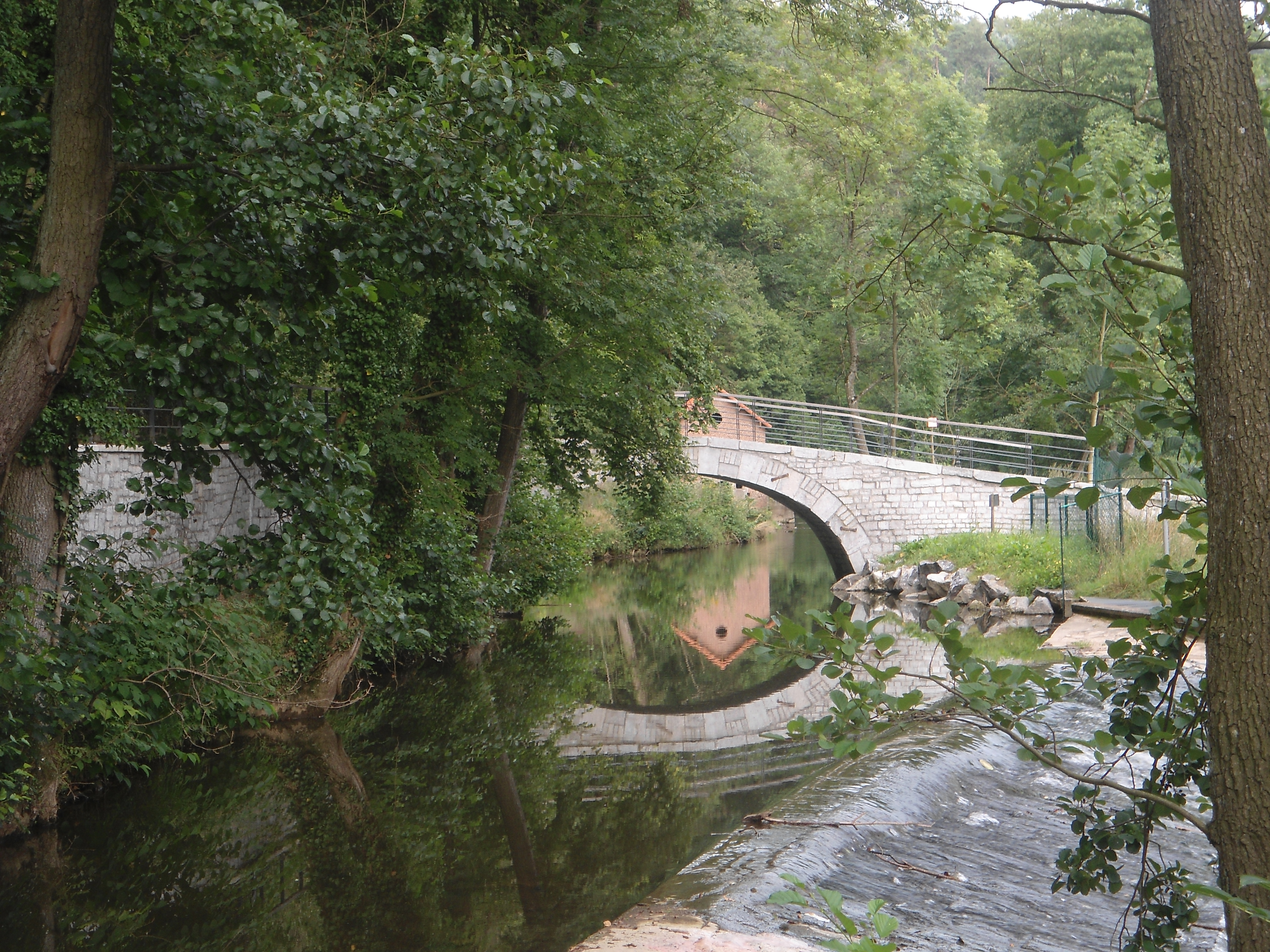
Die Aisne in Bomal